# Bataille de Płowce

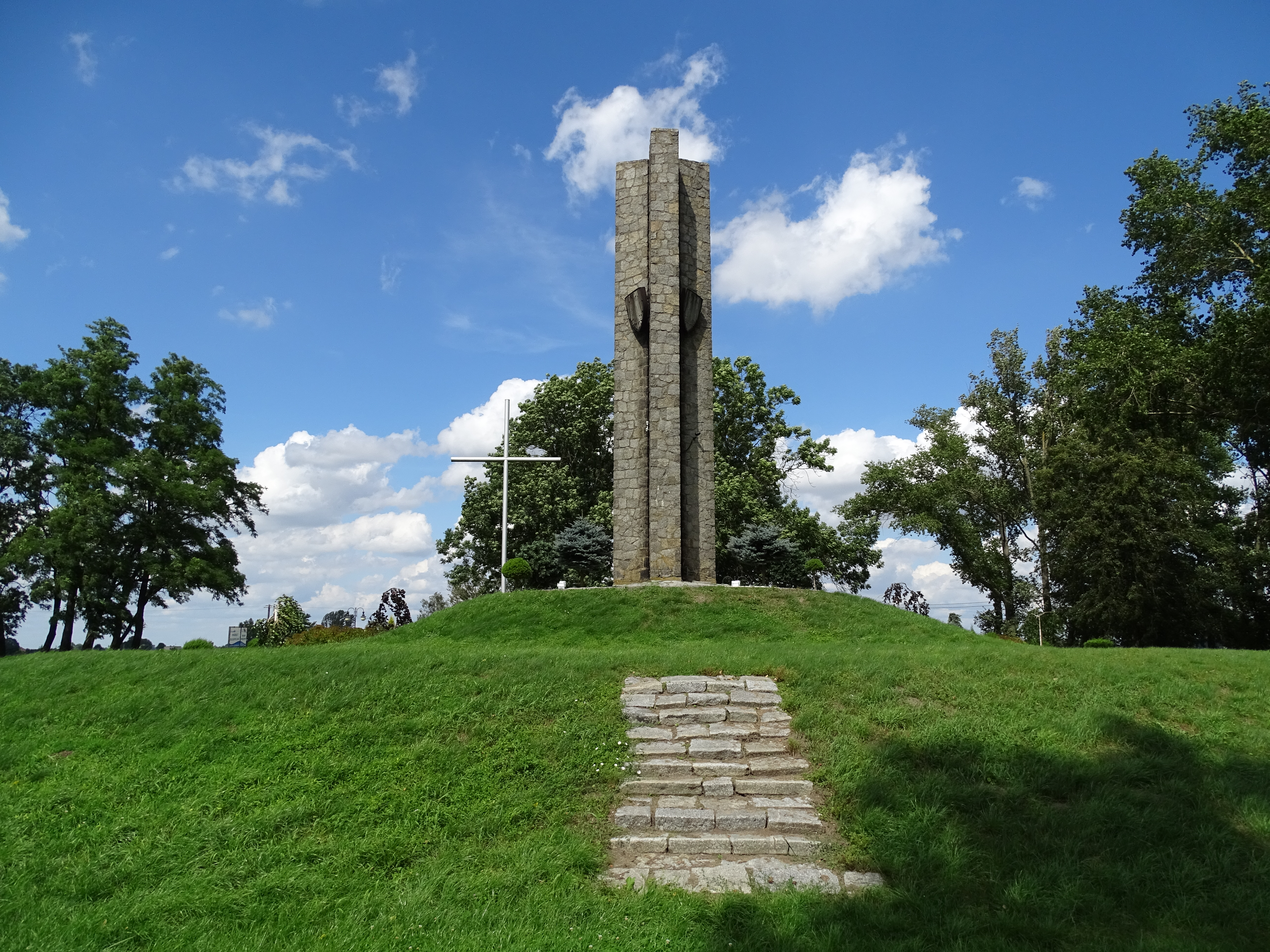
Monument sur le lieu de la bataille.

La bataille de Płowce eut lieu le 27 septembre 1331 entre le royaume de Pologne et l'ordre des chevaliers Teutoniques.

## Déroulement
L'armée polonaise, commandée par le roi Ladislas Ier et son fils Casimir, surprend l'arrière-garde des chevaliers teutoniques mais une partie de ses troupes se retire pour mettre à l'abri Casimir, unique héritier du trône. Profitant de la confusion qui s'ensuit, les Teutoniques, commandés par Dietrich von Altenburg, échappent à l'anéantissement et se replient après trois heures de combat.
Après l'arrivée de renforts, les chevaliers teutoniques reprennent le combat, qui ne s'achève qu'à la tombée de la nuit, laissant les Polonais maîtres du champ de bataille après une sanglante mêlée. Les chevaliers teutoniques se retirent sur Toruń et les Polonais, ayant eux aussi subi de lourdes pertes, ne les poursuivent pas.

## Conséquences
Bien que la victoire polonaise soit incomplète, elle prouve aux Polonais que les chevaliers teutoniques ne sont pas invincibles. Néanmoins, cette victoire n'a pas de conséquence à long terme, car les chevaliers teutoniques reprennent l'offensive en 1332 et s'emparent de Brześć Kujawski. Un armistice est signé peu après, laissant leurs récentes conquêtes aux chevaliers teutoniques. Le traité de Kalisz, signé par Casimir III, désormais roi, scelle une paix fragile, mais d'autres guerres vont suivre entre les deux puissances.

## Sources
- (pl) Tadeusz Nowak et Jan Wimmer, Historia Oręża Polskiego 966-1795